# Ursulinenkirche
Eine Ursulinenkirche ist eine Kirche, die dem Orden der Ursulinen gehört oder früher gehört hat. Sie kann, muss aber nicht notwendigerweise der heiligen Ursula von Köln geweiht, also eine Ursulakirche, sein.

## Ursulinenkirchen
- Ursulinenkirche (Erfurt)
- Ursulinenkirche (Linz)
- Ursulinenkirche St. Corpus Christi (Köln)
- Sankt Ursula (Wien)
- Ursulinenkirche (Preßburg, heute Bratislava)

## Ehemalige Ursulinenkirchen
- Ehemalige Ursulinenkirche (Innsbruck)
- Markuskirche (Salzburg)